# Serbisch-montenegrinische Fußballnationalmannschaft/Olympische Spiele
Die serbisch-montenegrinische Nationalmannschaft hatte ihr Debüt nach der Auflösung von Jugoslawien auf der olympischen Bühne bei den Spielen im Jahr 2004. Dies war auch die einzige Teilnahme, da sich das Staatenbündnis danach aufgelöst hatte.

## Ergebnisse bei den Olympischen Spielen

### 2004
Für die U-21-Europameisterschaft 2004 qualifizierte sich die U-21-Mannschaft erstmals kurz nach deren ersten Spielen im Jahr 2003. Beim Turnier erreichte sie das Finalspiel, wo man dann allerdings Italien unterlag. Dies reichte dafür aber aus, damit der Verband einen Startplatz beim Fußballturnier der Olympischen Spiele 2004 bekam.
Hier war das Team in einer Gruppe mit Argentinien, Australien und Tunesien. Schlussendlich setzte es gleich gegen Argentinien eine 0:6-Niederlage, dem folgten eine 1:5-Niederlage gegen Australien im zweiten Spiel und zum Schluss eine 2:3-Niederlage gegen Tunesien. Damit schied die Mannschaft auf dem letzten Platz der Gruppe nach der Vorrunde aus.

### Nach 2004
Anschließend nahm die U-21-Mannschaft auch noch an der U-21-Europameisterschaft 2006 teil und erreichte hier das Halbfinale. Danach wurde die Mannschaft durch die Trennung der beiden Staaten aber aufgelöst.